# ويليام بيل
ويليام بيل (بالفرنسية: William Bell)‏ (و. 1927 – 2016 م) هو لاعب كرة سلة كندي، ولد في ريفيلستوك، كولومبيا البريطانية، شارك في الألعاب الأولمبية الصيفية 1948، توفي عن عمر يناهز 89 عاماً.

## روابط خارجية
- ويليام بيل على موقع الاتحاد الدولي لكرة السلة (الإنجليزية)
- ويليام بيل على موقع سبورتس رفرنس (الإنجليزية)
- ويليام بيل على موقع أوليمبيديا (الإنجليزية)